# 국립김해검역소
국립김해검역소(國立金海檢疫所, Gimhae National Quarantine Station)는 질병관리청 산하 경남권질병대응센터의 소속기관이다. 1978년 5월 23일 발족하였으며, 부산광역시 강서구 공항진입로 108에 위치하고 있다. 소장은 기술서기관으로 보한다.

## 연혁
- 1978년 5월 23일: 보건사회부 소속으로 국립김해검역소 설치.
- 1994년 12월 23일: 보건복지부 소속으로 변경.
- 2008년 2월 29일: 보건복지가족부 소속으로 변경.
- 2010년 3월 19일: 보건복지부 소속으로 변경.
- 2020년 9월 12일: 질병관리청 산하 경남권질병대응센터 소속으로 변경

## 검역항
- 김해국제공항